# 香椎花園前駅
香椎花園前駅（かしいかえんまええき）は、福岡県福岡市東区香住ヶ丘六丁目にある西日本鉄道（西鉄）貝塚線の駅。駅番号はNK06。
駅名はかつて存在した遊園地「西鉄香椎花園」にちなむ。2021年12月30日の同園閉園後も、駅名は改称されていない。
福岡市地下鉄箱崎線貝塚延伸時までは貝塚と当駅間に折り返し電車が設定されており、貝塚延伸後は三苫折り返しに変更となった。また、当線には「香椎」の付く駅名が連続して三つあるため、車内放送では「香椎花園前、花園前」と案内される。

## 歴史
- 1938年（昭和13年）：香椎花園の前身となる「香椎チューリップ園」が開園[2]。
- 1941年（昭和16年）4月1日：博多湾鉄道汽船宮地嶽線の香椎福日園前（かしいふくにちえんまえ）仮停留場として開業[1][3][4]。
- 1942年（昭和17年）
  - 4月1日：運動場前駅（うんどうじょうまええき）に改称[1]。
  - 9月19日：博多湾鉄道汽船が九州電気軌道（のちの西日本鉄道）に合併される。
- 1949年（昭和24年）：駅舎改築。
- 1957年（昭和32年）5月13日：香椎花園前駅に改称。
- 1997年（平成9年）6月21日：ホーム上に待合室設置。
- 2017年（平成29年）2月1日：駅ナンバリングを導入[5]。

## 駅構造
地上駅で、単式ホーム1面1線、他に側線1線を有する。
かつては相対式ホーム2面2線で側線にもホームがあり、構内踏切を挟んで斜向かいに配置されていた。これは駅でタブレット交換作業をしていた名残である。
2007年4月1日の西鉄新宮 - 津屋崎間廃止以降、営業列車は駅舎側のホーム・線路のみ使用するようになり、2番のりばは廃止されホーム撤去及び法面復元工事が行われた。ただしその後も側線として線路と架線は残されており、貝塚始発の試運転列車の折り返しに使用されることがある。
しかし近年、福岡市内の人口増加などで朝ラッシュ時の混雑が激しくなっている事などから、2番のりばを再設置する建設が進んでいる。

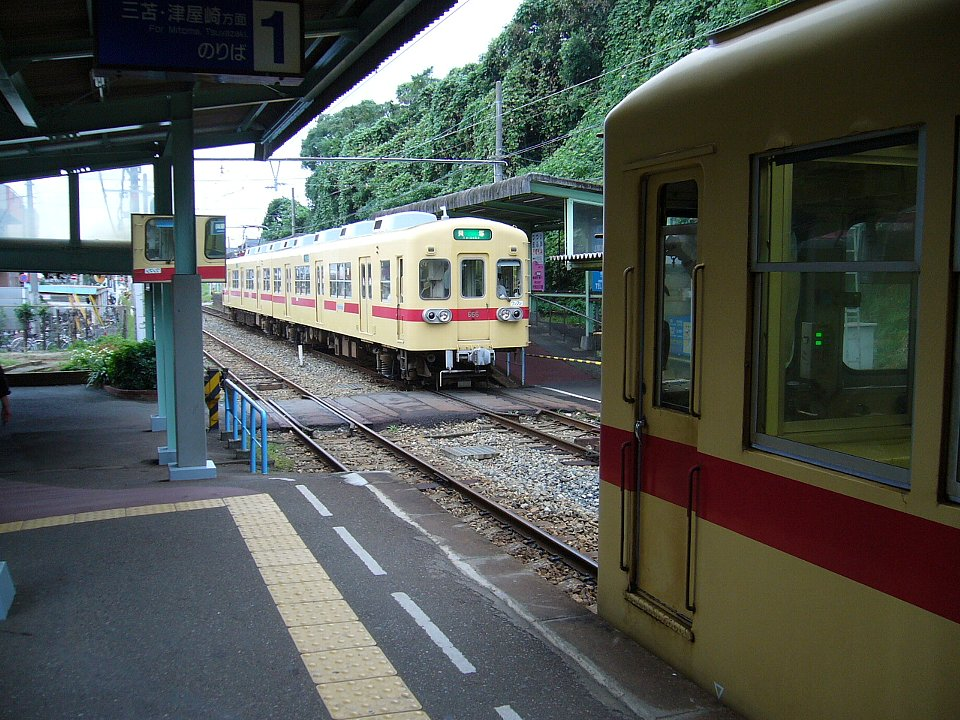
斜向かいに配置されたホーム（2006年10月）・現在は向かって右側のホームは撤去されている
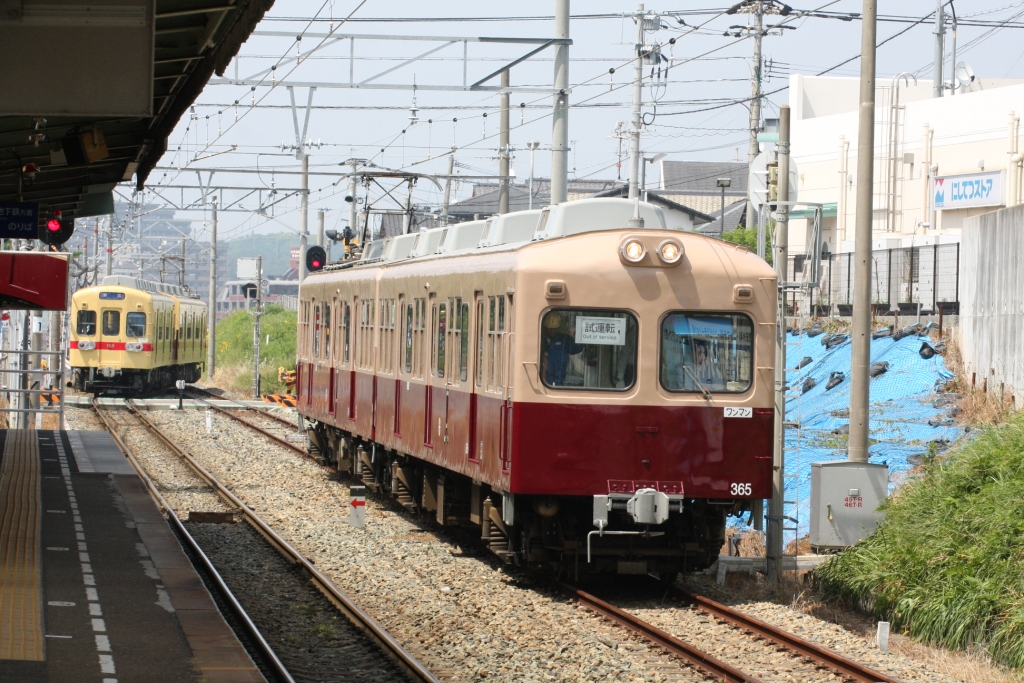
試運転列車と営業列車の交換（2014年5月）

## 利用状況
2024年度の1日平均乗降人員は3,189人である。
各年度の1日平均乗車および乗降人員は下表のとおり。
| 年度   | 1日平均 乗車人員 | 1日平均 乗降人員 |
| ------ | ---------------- | ---------------- |
| 1996年 | 2,712            | 5,348            |
| 1997年 | 2,477            | 4,926            |
| 1998年 | 2,312            | 4,592            |
| 1999年 | 2,038            | 4,186            |
| 2000年 | 1,942            | 3,984            |
| 2001年 | 1,819            | 3,745            |
| 2002年 | 1,833            | 3,666            |
| 2003年 | 1,601            | 3,197            |
| 2004年 | 1,488            | 2,978            |
| 2005年 | 1,441            | 2,879            |
| 2006年 | 1,438            | 2,874            |
| 2007年 | 1,306            | 2,611            |
| 2008年 | 1,326            | 2,649            |
| 2009年 | 1,290            | 2,581            |
| 2010年 | 1,345            | 2,689            |
| 2011年 | 1,342            | 2,682            |
| 2012年 | 1,438            | 2,878            |
| 2013年 | 1,496            | 2,991            |
| 2014年 | 1,499            | 2,998            |
| 2015年 | 1,519            | 3,036            |
| 2016年 | 1,556            | 3,111            |
| 2017年 | 1,638            | 3,280            |
| 2018年 | 1,666            | 3,335            |
| 2019年 | 1,669            | 3,340            |
| 2020年 |                  | 2,462            |
| 2021年 |                  | 2,672            |
| 2022年 |                  | 2,725            |
| 2023年 |                  | 2,984            |
| 2024年 |                  | 3,189            |

## 駅周辺
駅周辺には住宅地が広がっている。
- 九産大前駅 - JR鹿児島本線
- 香椎花園バス停 - 西鉄バス［無番］牧の鼻・香椎・千早駅方面
- 福岡女子大学
- 福岡県立香住丘高等学校
- 福岡市立香椎第２中学校
- 福岡市立香住丘小学校
- 福岡香住ヶ丘郵便局
- 東体育館
- 市立老人福祉センター東香園
- 九州産業大学
- にしてつストア 香椎花園店

## その他
- 駅の駐輪場は無料。
- 記念スタンプが設置されている。
- 以前、当駅に到着する列車は車内放送に先立ち、西鉄新宮行きはチューリップの「心の旅」、貝塚行きは同じく「サボテンの花」のオルゴールチャイムを鳴らしていた。

## 隣の駅
西日本鉄道
■貝塚線
西鉄香椎駅（NK05） - 香椎花園前駅（NK06） - 唐の原駅（NK07）